# АДК (волейбольный клуб)
АДК (до 1963 года — «Енбе́к») — советский и казахстанский женский волейбольный клуб из Алма-Аты.

## Достижения
- Чемпион СССР 1984;
  - 5-кратный серебряный призёр чемпионатов СССР — 1986, 1988—1991;
  - бронзовый призёр чемпионата СССР 1985.
- Обладатель Кубка СССР 1990;
  - серебряный (1983, 1987) и бронзовый (1986) призёр розыгрышей Кубка СССР.
- Обладатель Кубка европейских чемпионов 1985.
- Трёхкратный победитель розыгрышей Кубка обладателей кубков ЕКВ — 1989—1991.
- Трёхкратный чемпион Казахстана — 1993, 1994, 1996.

## История
Женская волейбольная команда «Енбек» из Алма-Аты дебютировала в чемпионате СССР в 1962 году, заняв лишь 20-е место из 24-х участников. В 1964 году команда перешла под патронаж Алмаатинского домостроительного комбината и сменила название на АДК, под которым являлась участницей всех последующих чемпионатов СССР. С 1966 коллектив из столицы Казахстана выступал во 2-й группе класса «А», не показывая каких-либо значимых результатов. Несмотря на это АДК сумел выдвинуть из своих рядов Нину Смолееву (Никитину) — одну из самых выдающихся советских волейболисток. В 1967 году в составе сборной СССР она стала чемпионкой Европы, а в 1968 — и Олимпийской чемпионкой, после чего перешла в столичное «Динамо». Возглавляли АДК в 1960-е годы К.Воинов и Л.Кириллов.
С начала 1970-х под руководством нового старшего тренера Д.Махмутова результаты команды стали неуклонно улучшаться. Вначале АДК стал одним из лидеров 1-й лиги, а затем в 1980 году занял 2-е место в переходном турнире и вышел в высшую лигу. Дебют в главном дивизионе чемпионатов СССР вышел неудачным — лишь 11-е место и возвращение в 1-ю лигу.

В 1981 году команду возглавила Нелли Щербакова. Вместе с ней в АДК влилась группа молодых воспитанниц алма-атинского спортинтерната. Спустя два года команда с блеском первенствовала в 1-й лиге, не проиграв по ходу турнира ни одной партии (!). 

АДК - чемпион СССР 1984

 Ещё более выдающийся успех ждал команду и в высшей лиге. С ходу дебютант турнира выиграл «золото» в остром противоборстве со свердловской «Уралочкой». Основу команды составляли Елена Чебукина, Ольга Кривошеева, Ирина Ризен, Людмила Перевёртова, Нонна Фадейкина, Светлана Лихолетова, Светлана Котова, Ирина Юрова, Людмила Носенко и другие. Через год АДК первенствовал в розыгрыше Кубка европейских чемпионов, уверенно обыграв в финальном турнире, прошедшем в Италии, соперниц из Италии, Венгрии и ФРГ.
И в последующие годы алма-атинская команда неизменно входила в число лидеров советского женского волейбола, 5 раз выиграв серебряные медали чемпионатов СССР, один раз «бронзу», победив в розыгрыше Кубка СССР в 1990 году. Кроме того, АДК трижды подряд (в 1989—1991) первенствовал в розыгрыше второго по значимости европейского клубного трофея — Кубка обладателей кубков. Главным тренером команды в 1990-1993 работал Виктор Бардок.
В состав сборной СССР регулярно входили волейболистки АДК, две из которых — Елена Овчинникова (Чебукина) и Ольга Кривошеева — в 1988 стали олимпийскими чемпионками.
После распада СССР в Казахстане начали проводить собственный национальный чемпионат, лидером которого являлся АДК, несмотря на то, что почти все лидеры покинули команду. В 1996 году Алматинский домостроительный комбинат отказался от содержания команды и она прекратила своё существование.

## Волейболистки клуба в сборных СССР и СНГ
В составе сборных СССР и СНГ в официальных соревнованиях выступало 7 волейболисток АДК:
- Нина Смолеева (Никитина) — олимпийская чемпионка 1968, чемпионка Европы 1967 (с 1970 представляла в сборной московское «Динамо»);
- Лариса Берген — обладатель Кубка мира 1973, чемпионка Европы 1971 (с 1975 представляла в сборной московское «Динамо»);
- Елена Чебукина (Овчинникова) — олимпийская чемпионка 1988, серебряный призёр Олимпийских игр 1992, чемпионка мира 1990, трёхкратная чемпионка Европы (1985, 1989, 1991), двукратный серебряный призёр чемпионатов Европы (1983, 1987), серебряный (1989) и бронзовый (1985, 1991) призёр розыгрышей Кубка мира, серебряный призёр соревнований «Дружба-84», двукратная чемпионка Игр доброй воли (1986, 1990), участница чемпионата мира 1986;
- Ольга Кривошеева — олимпийская чемпионка 1988, чемпионка Европы 1985, серебряный призёр чемпионата Европы 1987, бронзовый призёр розыгрыша Кубка мира 1985, серебряный призёр соревнований «Дружба-84», чемпионка Игр доброй воли 1986, участница чемпионата мира 1986;
- Ирина Щербакова (Ризен) — чемпионка Европы 1989, серебряный призёр соревнований «Дружба-84», чемпионка Игр доброй воли 1986, участница чемпионата мира 1986;
- Светлана Лихолетова — чемпионка Игр доброй воли 1986, участница чемпионата мира 1986;
- Татьяна Меньшова — серебряный призёр Олимпийских игр 1992.